# برتماو
بُرتِماو أو (نقحرة: بورتيماو) هي مدينة من مدن البرتغال في ضمن بلديات منطقة فارو جنوب البرتغال. يبلغ عدد سكانها 55614 نسمة وذلك حسب إحصائيات سنة 2011. كانت تُعرف سابقاً باسم فيلا نوفا دي بورتيماو.

## توأمة
لبُرتِماو اتفاقيات توأمة مع كل من:
- فيلا ريال
- غوانير [الإنجليزية]‏
- فيامومب [الإنجليزية]‏
- Buba [الإنجليزية]‏
- ساو فيسنتي

## أعلام
- كلوديا نيتو
- أندريه سلفادور
- إيفان فوربس
- جواو دوارتي
- ديامانتينو كوستا

## وصلات خارجية
- الموقع الرسمي